# الکساندروس نیکولوپولوس
الکساندروس نیکولوپولوس (انگلیسی: Alexandros Nikolopoulos؛ زاده ۱۸۷۵ – درگذشته نامشخص) یک وزنه‌بردار اهل یونان بود.
از افتخارات وی میتوان به کسب مدال برنز لیفت یک دست وزنه‌برداری در بازی‌های المپیک تابستانی ۱۸۹۶ اشاره کرد.